# 瓦爾羅薩峰
46°08′31″N 10°24′57″E / 46.14196°N 10.41576°E
瓦爾羅薩峰（義大利語：Punta della Val Rossa），是意大利的山峰，位於該國北部，由倫巴第大區負責管轄，屬於阿達梅洛-普雷薩內拉阿爾卑斯山脈的一部分，海拔高度2,743米，每年平均降雨量1,386毫米。